# Hans-Beimler-Bataillon

Flagge der Interbrigaden

Das Hans-Beimler-Bataillon war eine Einheit der Internationalen Brigaden im Spanischen Bürgerkrieg. Das Bataillon wurde 1937 im März aufgestellt. Ende April erhielt es seine offizielle Benennung nach Hans Beimler, der bei der Verteidigung des Universitätsviertels von Madrid am 1. Dezember 1936 gefallen war. Dem Bataillon gehörten vorwiegend Niederländer und Flamen sowie Skandinavier an.

## Kommandeure
Erster Kommandeur des Hans-Beimler-Bataillons war bis zum Juli 1937 Heinrich Schramm. Weitere Kommandeure waren Willy Schwarz (Juli bis November 1937), Fritz Klamm (November bis Dezember 1937), Max Doppler (Dezember 1937 bis Januar 1938) und spanische Kommandeure. Polit-Kommissar war bei der Formierung des Bataillons Ernst Braun. Bis Juli 1937 übernahm Heinz Hoffmann diese Funktion. Weitere Polit-Kommissare waren Robert Weinand (Juli bis September 1937), Otto Kühne (September bis Dezember 1937), Hans Golz (Dezember 1937 bis Januar 1938) und spanische Polit-Kommissare.

## Anfänge
Ende März 1937, noch vor der offiziellen Benennung des Bataillons, bezog es nach der Schlacht von Guadalajara Stellungen vor dem Höhenzug von La Alcarria in der Provinz Guadalajara, einige Kilometer von Torija entfernt, im Tal des Flusses Badiel. Auf Vorschlag der Brigadeführung erhielt das Bataillon Ende April den Namen Hans-Beimler-Bataillon. Am 21. April 1937 erfolgte in Torija bei einer Parade die Übergabe der Brigadefahne.

## Erste Neugruppierung
Nach  der Schlacht von Guadalajara im März 1937 erfolgte eine Neugruppierung der Internationalen Brigaden. Das französische Commune-de-Paris-Bataillon wurde am 9. März 1937 der XIV. Internationalen Brigade und das Hans-Beimler-Bataillon der XI. Internationalen Brigade zugeteilt. Nach der Umgruppierung hatte die XI. Internationale Brigade folgende Zusammensetzung:
I. Edgar-André-Bataillon

II. Thälmann-Bataillon

III. Hans-Beimler-Bataillon

IV. Pasionaria-Bataillon

## Provinz Guadalajara
Am 11. und 12. Juni 1937 kämpfte das Hans-Beimler-Bataillon mit der XI. Internationalen Brigade (Thälmann) bei Utande in der Provinz Guadalajara. Die Ortschaft Utande liegt in einer tiefen Schlucht, durch die der kleine Fluss Badiel fließt. Jenseits der Schlucht erstreckt sich eine etwa 200 Meter hohe, teilweise durch schmale Terrassen unterbrochene Felswand. Aufgrund dieser Topografie gingen die Nationalisten davon aus, dass von Utande aus kein Angriff zu befürchten sei. Die XI. Internationale Brigade erklomm mit dem Hans-Beimler-Bataillon vom 11. zum 12. Juni 1937 auf den rechten Flügel die Steilwand und drang in die Stellung des nationalistischen Bataillons Vitoria ein. Das Bataillon hatte den Auftrag, auf die Ortschaft Padilla de Hita vorzurücken und dort einen möglichen Ausbruch der Nationalisten zu vereiteln. Das Hans-Beimler-Bataillon musste sich jedoch nach einem Überraschungsangriff von Requetés, die aus der Richtung Padilla de Hita kamen, zurückziehen und dabei die erklommene Felswand sowie die Talsohle ohne jegliche Deckung überwinden. Danach erfuhr das Bataillon, laut dem Augenzeugen Heinz Hoffmann, dass den Nationalisten im Vorfeld der Operation schon bekannt war, dass die Internationalen Brigaden einen Angriff auf den Höhenzug La Alcarria planten.

### Zweite Umgruppierung
Ab dem 19. Juni 1937 erfolgte eine erneute Umgruppierung der XI. Internationalen Brigade: das Pasionaria-Bataillon wurde durch das 12.-Februar-Bataillon sowie durch ein unbekanntes Spanisches Bataillon ersetzt.

### Schlacht von Brunete
Zu Beginn der Schlacht von Brunete, am 6. Juli 1938, bezog die 35. Division mit der XI. Internationalen Brigade, der 32. Brigade und der 108. Brigade Reservestellungen hinter der 11. Division von Enrique Líster. Nach dem Einsatzbefehl vom Edgar-André-Bataillon und dem Thälmann-Bataillon gegen 11 Uhr erfolgte gegen Abend der Einsatzbefehl für das 12.-Februar-Bataillon. Am 8. Juli 1938 griff um 20 Uhr das Hans-Beimler-Bataillon in die Kämpfe in einem anderen Frontabschnitt ein. Bei dem Angriff auf den Friedhof von Quijorna erreichte das Bataillon diesen, konnte den Friedhof aber nicht einnehmen und zog sich in seine Ausgangsstellungen zurück. Bei diesen Kämpfen fiel unter anderen der Adjutant des Bataillons Gustav Kern. Am folgenden Tag, dem 9. Juli 1938, verübte das 12.-Februar-Bataillon in den Morgenstunden einen erneuten Angriff auf den Friedhof. Gegen 10 Uhr nahmen die beiden Bataillone den Friedhof von Quijorna sowie die gleichnamige Ortschaft ein. Gegen Abend erhielt die 35. Division den Befehl, in südlicher Richtung anzugreifen, wobei die XI. Internationale Brigade Reservestellungen hinter der 108. Brigade bezog. Am 10. Juli 1938 um 8 Uhr erreichten das Hans-Beimler-Bataillon und das halbe 12.-Februar-Bataillon, ohne das Edgar-André-Bataillon und das Thälmann-Bataillon, ihre Stellungen. Nach dem Scheitern des Angriffes erfolgte am 17. Juli 1938 ein erneuter Angriff, der gleichfalls scheiterte. In den beiden letzten Kampftagen der Schlacht von Brunete am 26. Juli 1937 bezog das Thälmann-Bataillon mit dem Edgar-André-Bataillon und dem Hans-Beimler-Bataillon neue Stellungen südlich der Straße von Quijorna nach Villanueva de la Cañada, wobei das Bataillon 12. Februar in seiner Ausgangsstellung verblieb. Nach dem Zurückweichen der 32. Brigade erhielt das 12.-Februar-Bataillon den Auftrag, in diesem Bereich die Front zu stabilisieren und bezog Stellungen zwischen Quijorna und Villanueva de la Cañada neben dem Thälmann-Bataillon, so dass das Thälmann-Bataillon die Frontlinie halten konnte.

## Ebroschlacht
Das Hans-Beimler-Bataillon überquerte zwischen dem 24. und 25. Juli 1938 während der Ebroschlacht als erstes Bataillon den Ebro.

## Weitere Mitglieder des Hans-Beimler-Bataillons
- Herbert Moltmann
- Heinz Priess